# مارسيو فراكو
مارسيو فاراكو (بالبرتغالية: Márcio Faraco‏) المولود عام 1963 في البرازيل، ملحن وعازف قيثارة ومغني للموسيقى البرازيلية.

## روابط خارجية
- مارسيو فراكو على موقع IMDb (الإنجليزية)
- مارسيو فراكو على موقع ميوزك برينز (الإنجليزية)
- مارسيو فراكو على موقع ديسكوغز (الإنجليزية)